# Église Saint-Martin de Nod-sur-Seine
L'église Saint-Martin est une église catholique située à Nod-sur-Seine en Côte-d'Or dont la construction remonte aux XIIIe siècle et XVIIIe siècle.

## Localisation
L’église Saint-Martin est située au centre du village de Nod-sur-Seine.

## Historique
Le chœur, l’avant-chœur et la souche du clocher remontent du XIIIe siècle. La réfection de la nef, des baies du clocher et la construction du porche datent de 1732 à 1787.

## Architecture et description
Construite en moellon, pierre de taille, et revêtement l’église est de plan allongé à nef unique voutée d’ogive avec chevet à fond plat percé d'une fenêtre unique. Les toits à longs pans sont couverts de tuiles plates et d’ardoise. Le clocher massif à flèche carrée est situé au dessus du chœur avec un escalier à vis hors-œuvre sur son côté nord. Le portail d'entrée situé en pignon ouest est précédé d'un porche dorique ajouté à la fin du XVIIIe siècle.

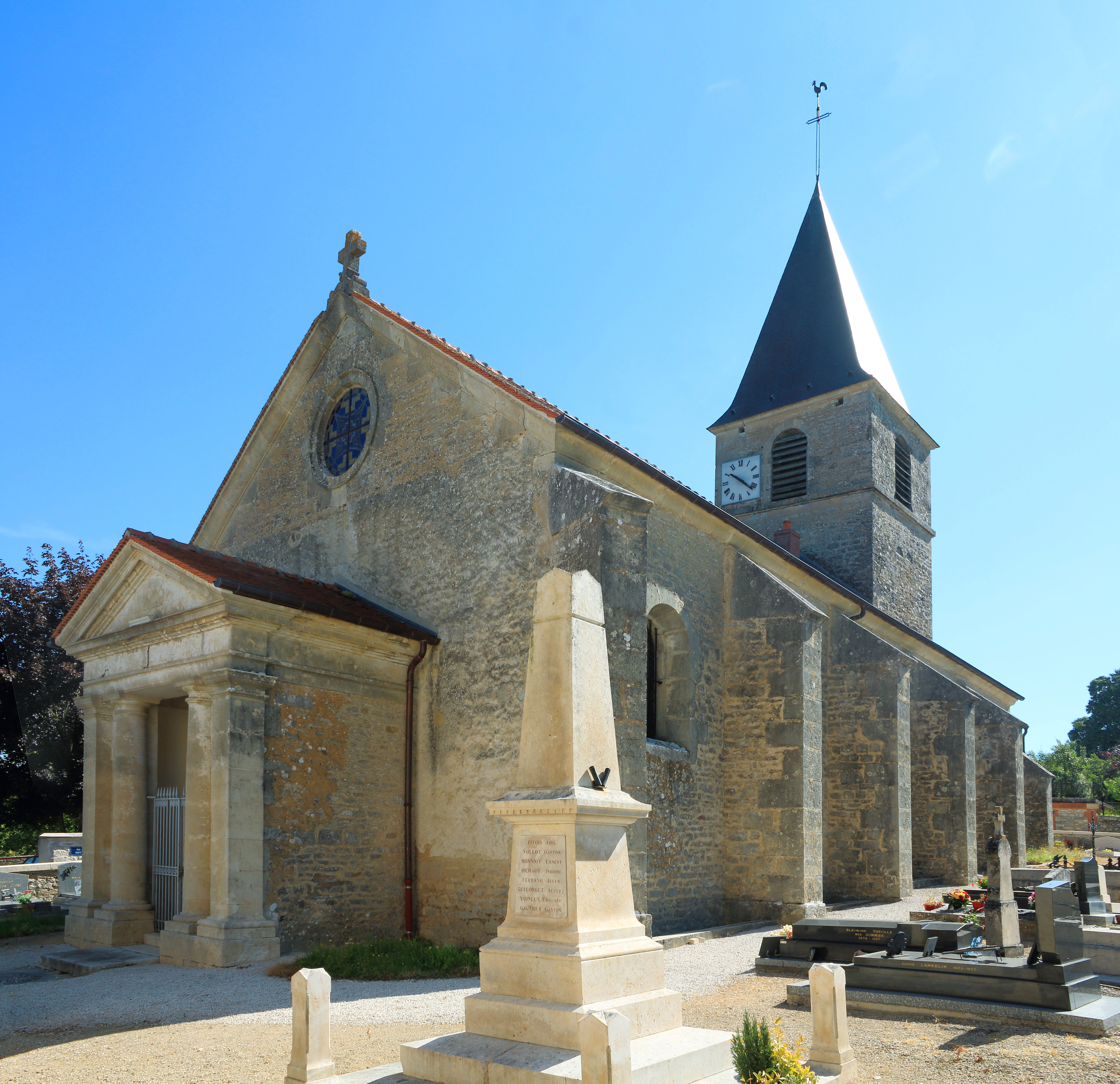
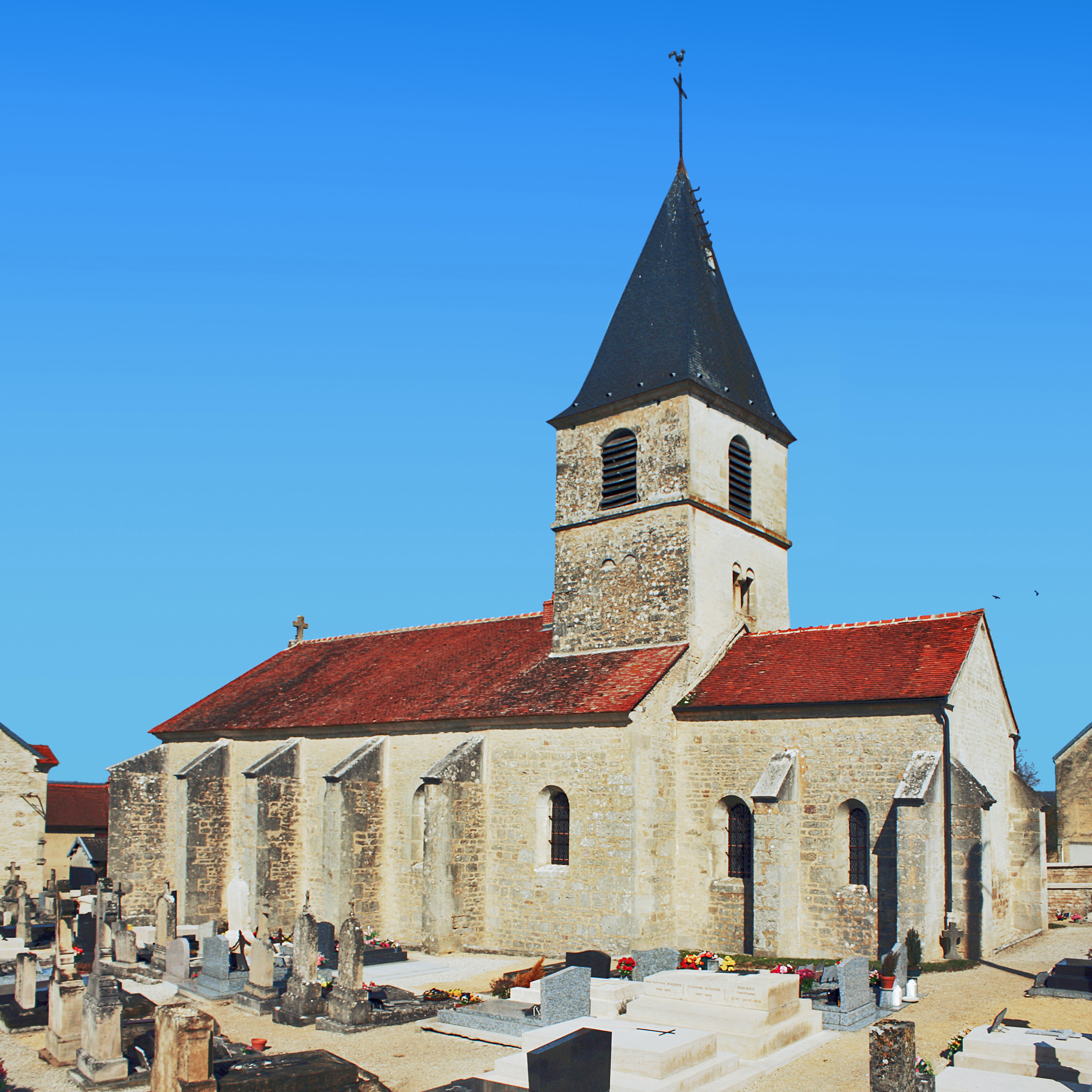
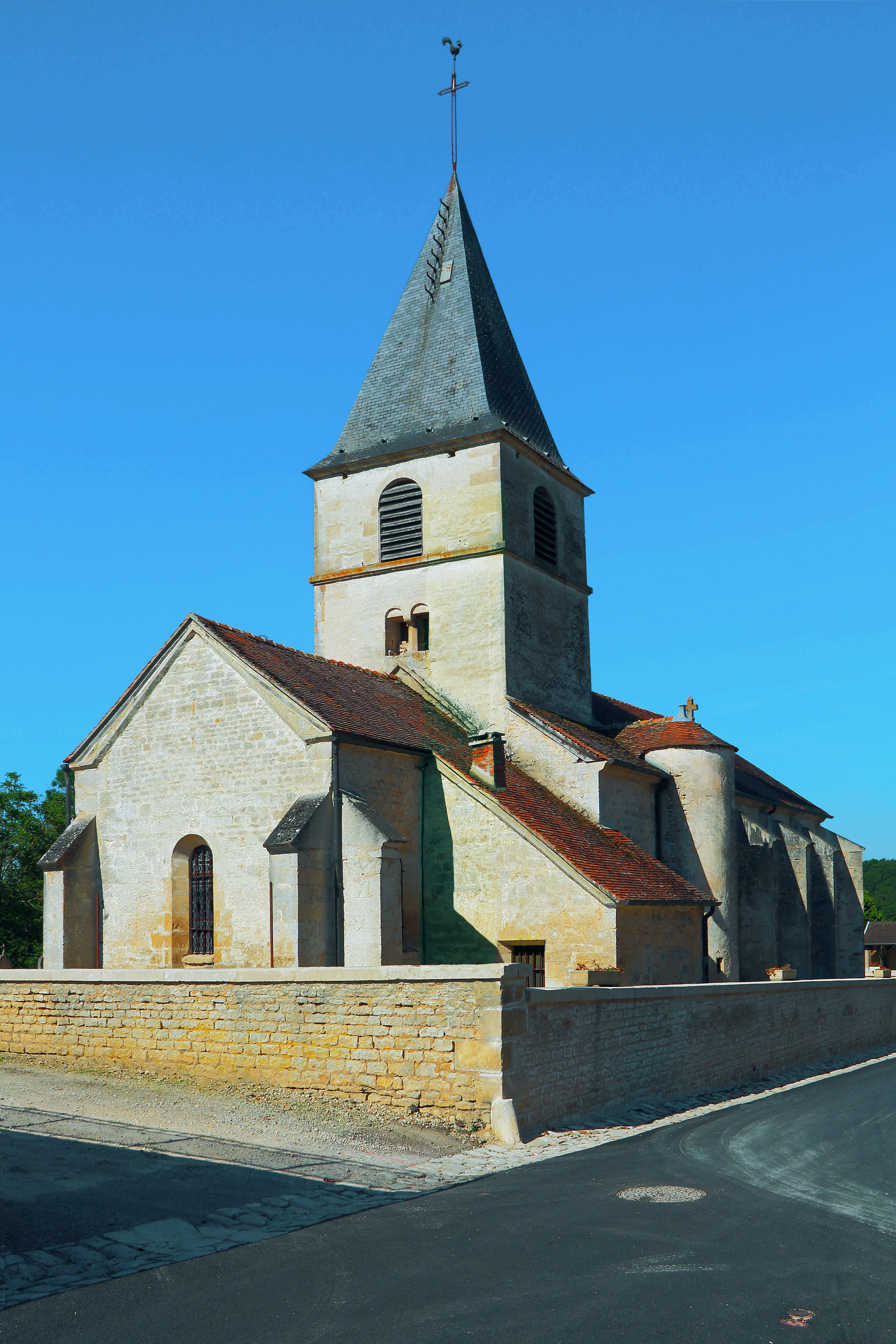

## Mobilier
Outre ses autels et retables, l'église renferme une intéressante statuaire en bois polychrome des XVIIe et XVIIIe : Vierge à l'Enfant, Éducation de la Vierge, saint Martin, saint Jean-Baptiste et saint Pierre.